# Fodé Camara (peintre)
Pour les articles homonymes, voir Fodé Camara et Camara.
Fodé Camara, né en 1958 à Medina (Dakar), est un peintre sénégalais contemporain. On le rattache à la deuxième génération issue de l'« École de Dakar ». 

## Sélection d'œuvres
- Rêve Évolution, 1989
- Mémoriel Gorée, 1989
- Ya bon, 1996
- Yala Yana, 1996